# Nedre Elvehavn
Nedre Elvehavn est un quartier de la ville de Trondheim en Norvège, situé à l'est de la Nidelva, face au quartier de Midtbyen, auquel il est généralement associé.

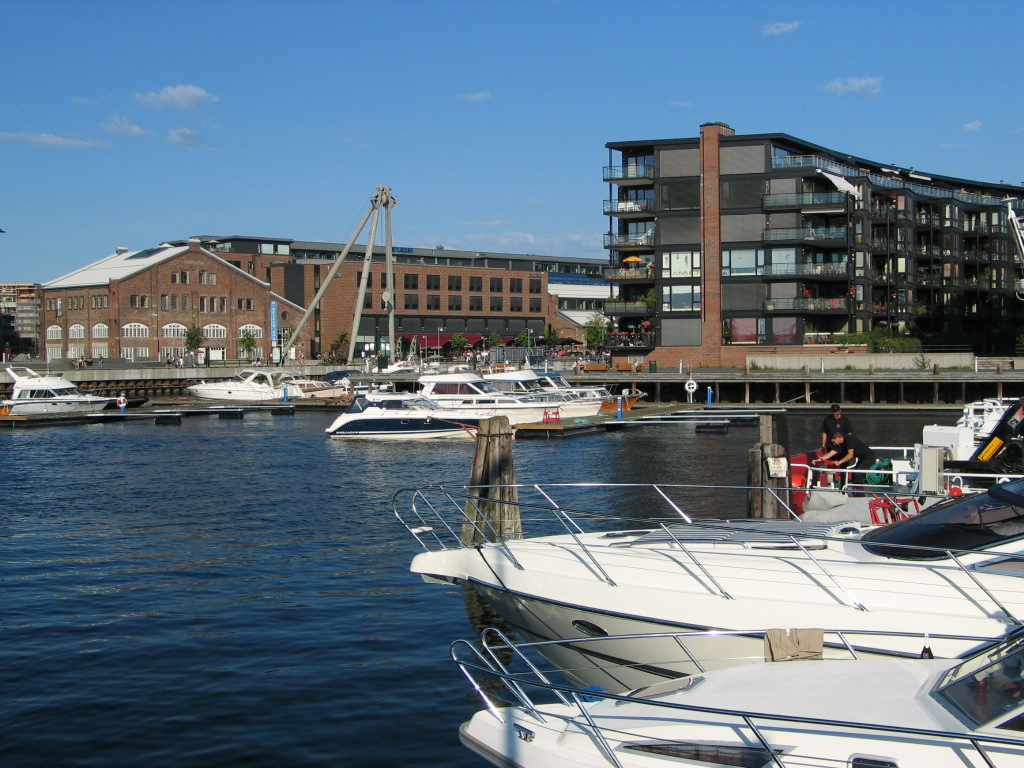
Nedre Elvehavn.

Il fit l'objet d'un important programme de rénovation à la fin des années 1990.